# Bacia de formação de ciclones tropicais

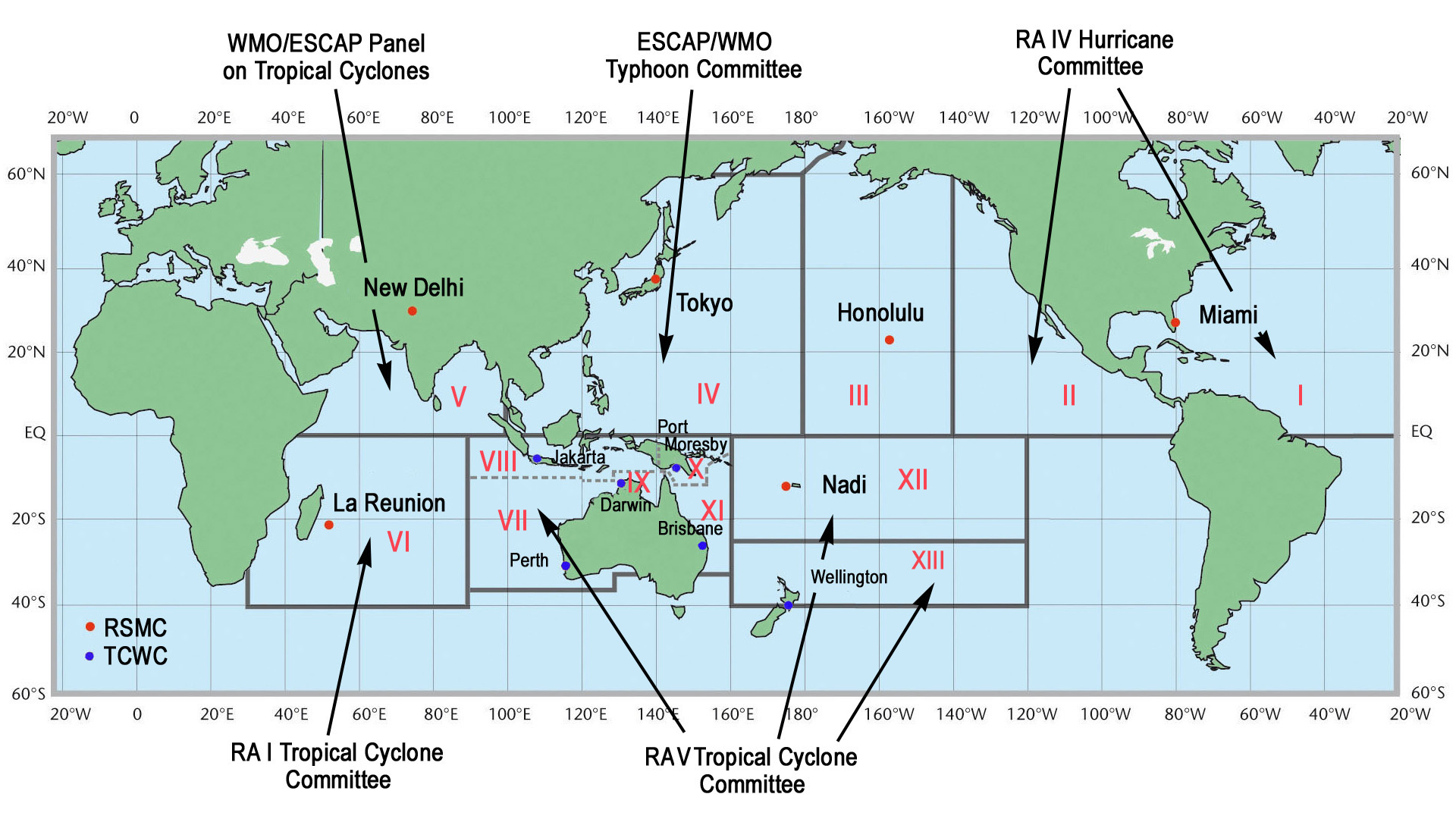
Bacias oficiais de ciclones tropicais

Tradicionalmente, as áreas de formação de ciclones tropicais são divididas em sete bacias. Estes incluem o norte Oceano Atlântico, as partes leste e oeste do norte Oceano Pacífico, sudoeste do Pacífico, sudoeste e sudeste do Oceano Índico e norte do Oceano Índico (Mar Arábico e Baía de Bengala). O Pacífico ocidental é o mais ativo e o norte da Índia o menos ativo. Uma média de 86 ciclones tropicais de intensidade de tempestade tropical se forma anualmente em todo o mundo, com 47 atingindo a força de furacão/tufão e 20 tornando-se ciclones tropicais intensos, super-tufões ou grandes furacões (pelo menos de intensidade Categoria 3).

## Hemisfério do Norte
Esta região inclui o norte Oceano Atlântico, O Mar do Caribe e o Golfo do México. Aqui a formação de ciclones tropicais varia muito de ano para ano, variando de um a mais de vinte e cinco por ano. A maioria dos ciclones tropicais e subtropicais formam-se entre 1 de junho e 30 de novembro. O National Hurricane Center (NHC) nos Estados Unidos, monitora a bacia e emite relatórios, Alertas e Avisos sobre os sistemas meteorológicos tropicais para a bacia do Atlântico como um dos Centro Meteorológico Regional Especializado para ciclone tropical, conforme definido pela Organização Meteorológica Mundial. Em média, 11 tempestades nomeadas ocorrem a cada temporada, com uma média de 6 furacões e 2 tornando-se grandes furacões. O pico de atividade climatologia é de cerca de 10 de setembro de cada estação.

### Oceano Atlântico Norte

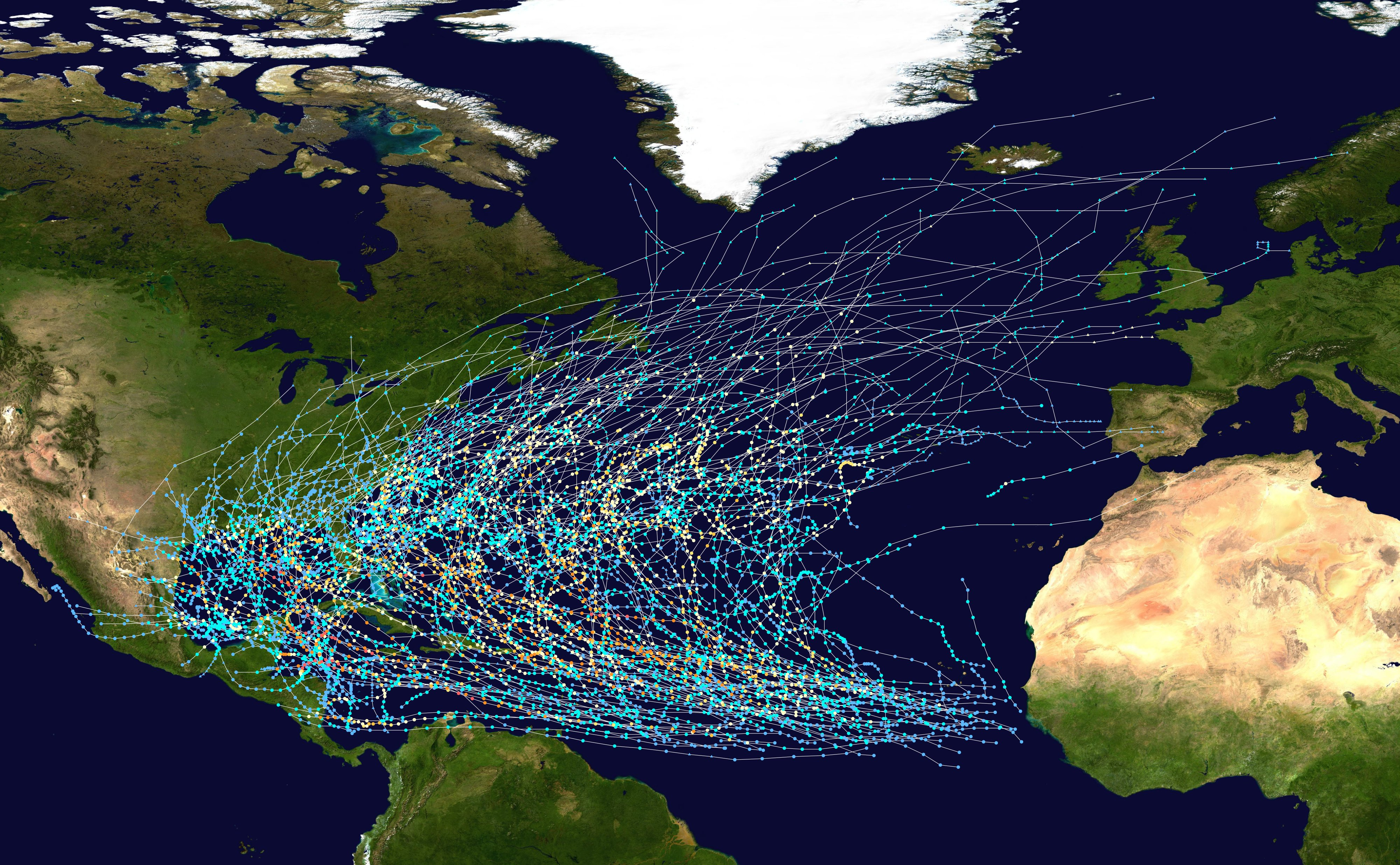
Percursos de todos os ciclones tropais no oceano Atlântico Norte entre 1980 e 2005

A costa atlântica dos Estados Unidos e a costa do Golfo, México, América Central, Ilhas do Caribe e Bermudas são frequentemente afetadas por tempestades nesta bacia. A Venezuela, as 4 províncias do Canadá Atlântico e o Atlântico Ilhas da Macaronésia também são ocasionalmente afetadas. Muitas das tempestades atlânticas mais intensas são furacões do tipo Cabo Verde, que se formam na costa oeste da África perto das ilhas Cabo Verde. Ocasionalmente, um furacão que evolui para um ciclone extratropical pode atingir o oeste da Europa, incluindo o Furacão Gordon, que espalhou fortes ventos por toda a Espanha e Ilhas Britânicas em setembro de 2006. Furacão Vince, que atingiu a costa sudoeste da Espanha como uma depressão tropical em outubro de 2005, e Tempestade Subtropical Alfa, que atingiu a costa em Portugal como uma tempestade subtropical em setembro de 2020, são os únicos sistemas conhecidos a impactar a Europa continental como um ciclone (sub) tropical no período de estudo do NHC com início em 1851 (acredita-se que um furacão tenha causado desembarque na Espanha em 1842).

### Oceano Pacífico Noroeste

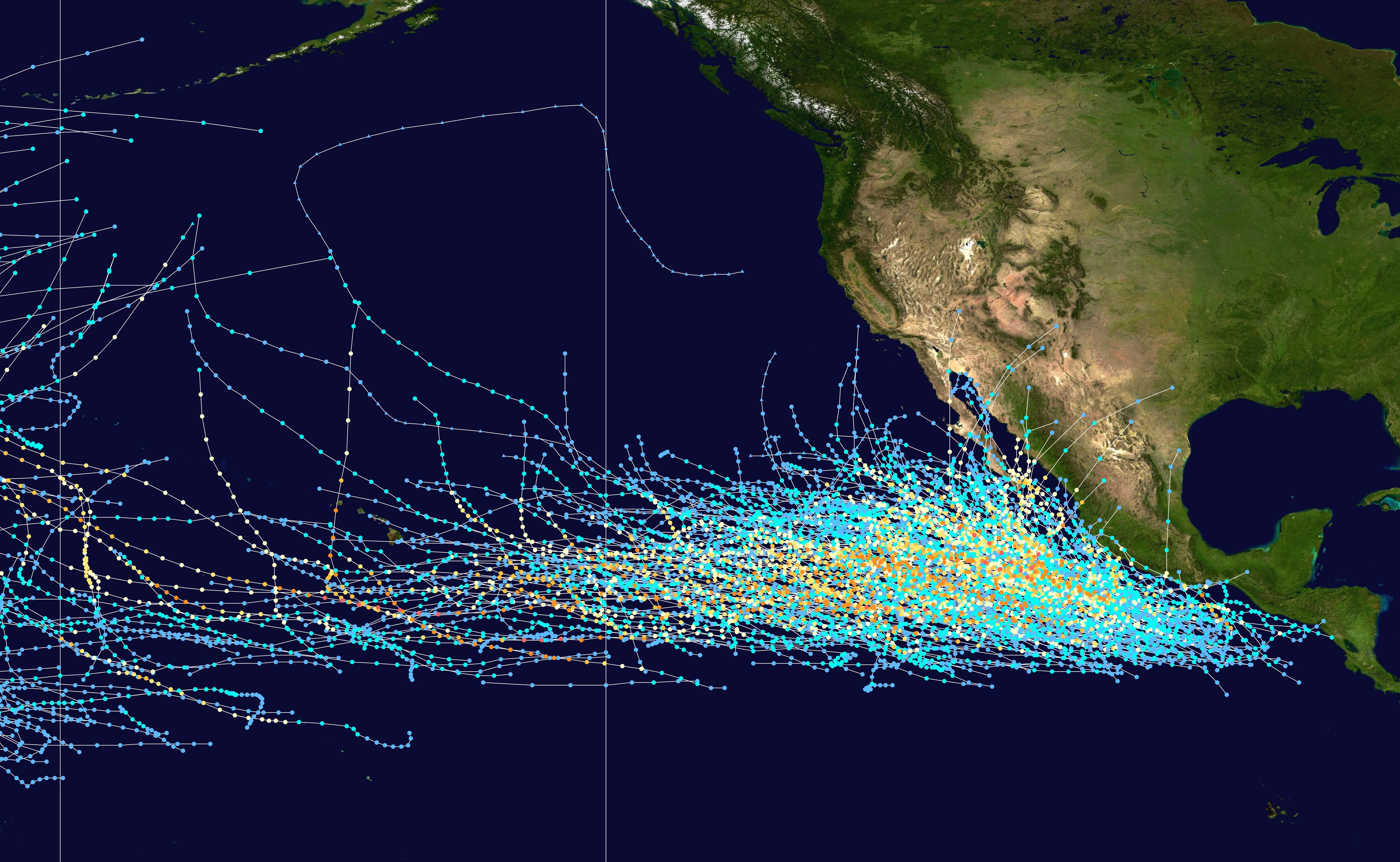
Faixas de todos os ciclones tropicais no norte Oceano Pacífico leste da Linha Internacional de Data, entre 1980 e 2005; a linha vertical através do centro separa Central da bacia do Pacífico (em Centro de Furacões do Pacífico Central's watch) do Nordeste da bacia do Pacífico (em Centro Nacional de Furacões's área de responsabilidade)

O Pacífico Nordeste é a segunda bacia mais ativa e tem o maior número de tempestades por unidade de área. A temporada de furacões ocorre entre 15 de Maio e 30 de novembro de cada ano, e abrange a grande maioria da atividade de ciclones tropicais na região. No período 1971-2005, houve uma média de 15-16 tempestades tropicais, 9 furacão e 4-5 furacões maiores (tempestades de intensidade de categoria 3) anualmente na bacia.
Tempestades que se formam aqui afetam frequentemente o oeste México, e menos usualmente os Estados Unidos Continentais (em particular Califórnia), ou o norte da América Central. Nenhum furacão incluído na base de dados moderno fez landfall na Califórnia; no entanto, registros históricos de 1858 falam de um tempestade de San Diego de 1858 que trouxe a San Diego ventos de 75 mph (65 kn; 121 km/h) (força de furacão marginal), embora não se saiba se a tempestade realmente fez atingiu terra.  Tempestades tropicais em 1939, 1976 e 1997 trouxeram ventos fortes para a Califórnia.
A área de responsabilidade do centro de furacões do Pacífico Central (AOR) começa na fronteira com o Centro Nacional de furacões AOR (a 140 °W), e termina na linha de data Internacional, onde o Pacífico Noroeste começa. a temporada de furacões no Pacífico Centro-Norte corre anualmente de 1 de junho a 30 de novembro. O centro de furacões do Pacífico Central monitora as tempestades que se desenvolvem ou se movem para a área de responsabilidade definida. O CPHC anteriormente encarregado de monitorar a atividade tropical na bacia era originalmente conhecido como Joint Hurricane Warning Center; hoje é chamado de Joint Typhoon Warning Center.
Os furacões do Pacífico Central são raros e, em média, 4 a 5 tempestades formam-se ou se movem nesta área anualmente. Como não há grandes massas de terra contígua na bacia, desembarques diretos são raros; no entanto, eles ocorrem ocasionalmente, como com o Furacão Iniki, em 1992, que fez landfall no Havaí, e Furacão Ioke em 2006, que atingiu diretamente o Atol Johnston.

### Oceano Pacífico Nordeste

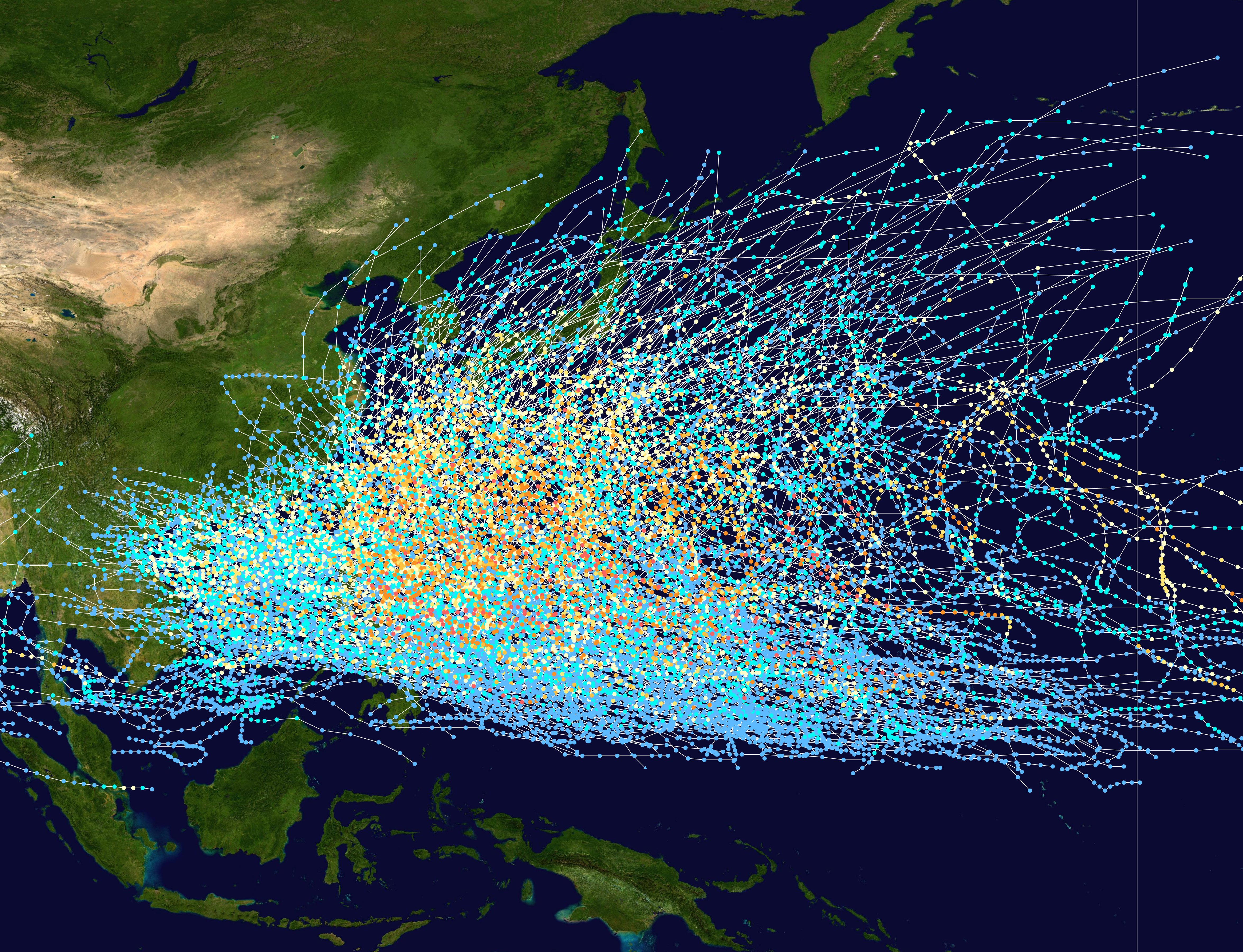
Faixas de todos os ciclones tropicais no noroeste Oceano Pacífico entre 1980 e 2005. A linha vertical à direita é a Linha Internacional de data

O Oceano Pacífico Noroeste é a bacia mais ativa do planeta, sendo responsável por um terço de toda a atividade ciclônica tropical. Anualmente, uma média de 25,7 ciclones tropicais na bacia adquirem uma intensidade igual ou superior a tempestade tropical; além disso, uma média de 16 ciclones tropicais ocorre a cada ano durante o período 1968-1989. a bacia ocupa todo o território a norte do equador e a oeste da Linha Internacional de data, incluindo o mar do Sul da China. a bacia tem atividade durante todo o ano; no entanto, a atividade tropical está no mínimo em fevereiro e março.
As tempestades tropicais nesta região afectam frequentemente a China, Hong Kong, Macau, Japão, Coreia, Filipinas, Taiwan e Vietname, além de numerosas ilhas na Oceania como Guam, Marianas do Norte e Palau. Por vezes, as tempestades tropicais nesta região afetam Laos, Tailândia, Camboja e até Singapura, Malásia e Indonésia. A costa de China vê os mais desembarques de ciclones tropicais de todo o mundo. As Filipinas recebe uma média de 6-7 ciclones tropicais em desembarques por ano, com o Super tufão Haiyan sendo o mais forte e poderoso até o momento desde seu landfall em 8 de novembro de 2013.

### Oceano Índico Norte

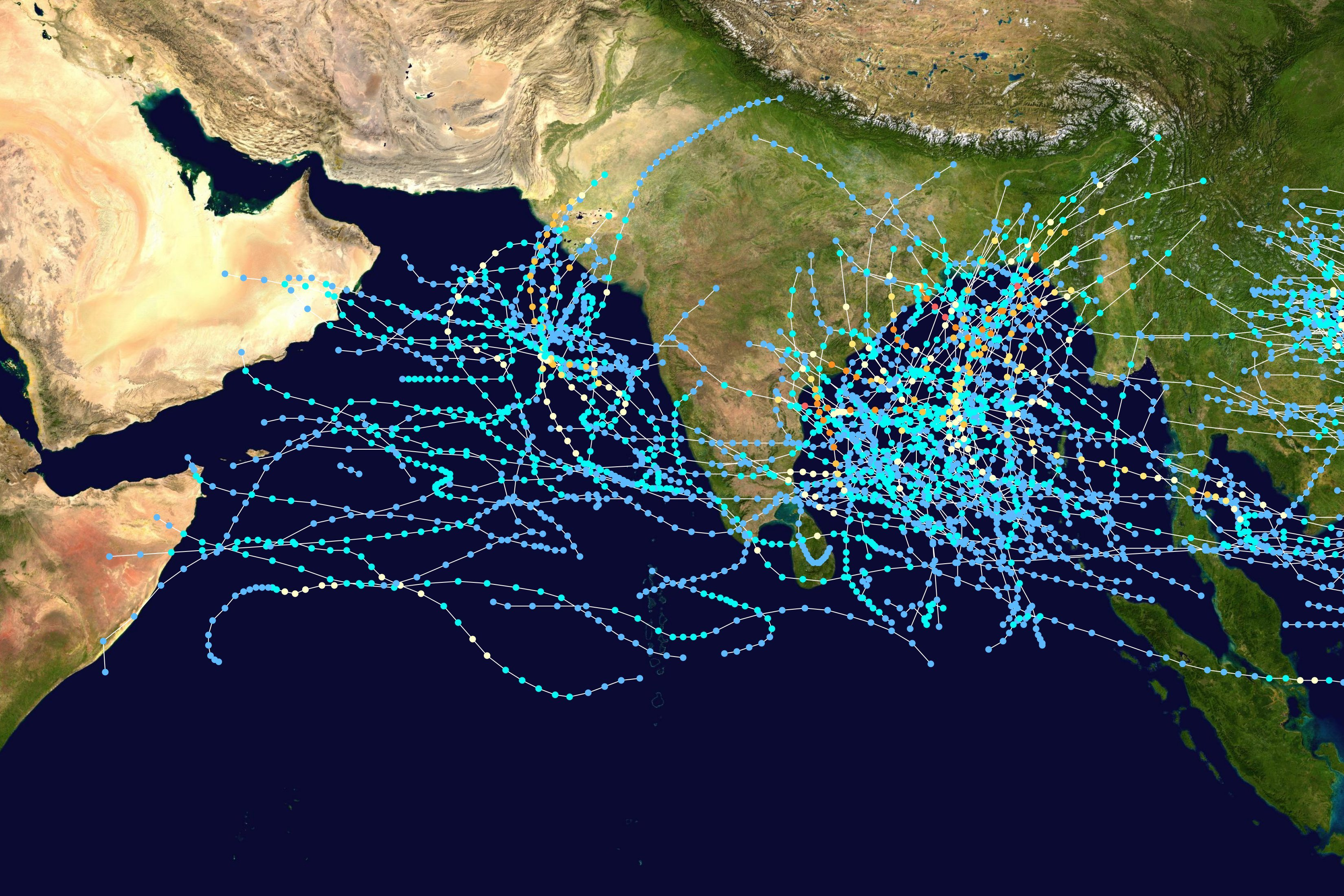
Faixas de todos os ciclones tropicais no norte Oceano Índico entre 1980 e 2005

Esta bacia está dividida em duas áreas: a Baía de Bengala e  o Mar Arábico, com a Baía de Bengala dominando (5 a 6 vezes mais atividade). Ainda assim, esta bacia é a menos ativa em todo o mundo, com apenas 4 a 6 tempestades por ano.
A estação desta bacia tem um pico duplo: um em abril e maio, antes do início da as monções, e outro em outubro e novembro, logo depois. Este pico duplo ocorre porque poderoso cisalhamento vertical do vento entre a superfície monsoonal baixa e alta troposférica alta durante a estação das monções rasga os ciclones incipientes. O cisalhamento elevado explica por que nenhum ciclone pode se formar no Mar Vermelho, que possui a profundidade necessária, a vorticidade e a temperatura da superfície durante todo o ano. Raramente os ciclones tropicais que se formam em outras partes desta bacia afetam Península Arábica ou Somália; No entanto, ciclone Gonu causou grandes danos em Omã na península em 2007.
Embora o Oceano Índico Norte seja uma bacia relativamente inativa, densidades populacionais extremamente elevadas nos delta de Ganges e Ayeyarwady significam que os ciclones tropicais mais mortais do mundo se formaram aqui, incluindo o ciclone de Bhola de 1970, que matou 500.000 pessoas. Nações afetadas incluem Índia, Bangladesh, Sri Lanka, Tailândia, Mianmar e Paquistão.

### Mar Mediterrâneo

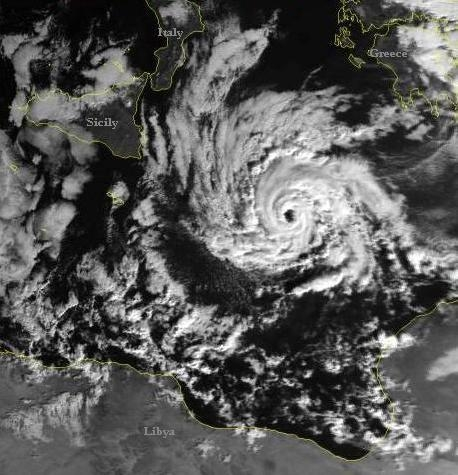
Imagem do sistema de janeiro de 1995

Em raras ocasiões, os sistemas tropicais que podem atingir a intensidade dos furacões ocorrem sobre o Mar Mediterrâneo. Tal fenomêno é chamado de ciclone tropical Mediterrânico ("Medicane"). Embora as dimensões geográficas do mar tropical e do Mar Mediterrâneo sejam claramente diferentes, os mecanismos precursores destas perturbações, baseados no desequilíbrio termodinâmico ar-mar, são semelhantes. Suas origens são tipicamente não-tropical, e desenvolvem-se inicialmente sob forte ciclones de núcleo frio, ao longo águas abertas, semelhante à de ciclones subtropicais ou ciclones tropicais anómala no oceano Atlântico, como o Karl (1980), Vince (2005), Gracie (2009), Chris (2012), ou Ophelia (2017).  Temperaturas da superfície do mar no final de agosto e início de setembro são bastante elevados ao longo da bacia (24/28 °C ou 75/82 °F), embora a pesquisa indica que a temperatura da água de 20 °C (68 °F) são, normalmente, necessárias para desenvolvimento.
A literatura de Meteorologia documenta que tais sistemas ocorreram em setembro de 1947, setembro de 1969, de janeiro de 1982, de setembro de 1983, de janeiro de 1995 e outubro de 1996, setembro de 2006, novembro de 2011, novembro de 2014 e novembro de 2017.  O sistema de 1995 desenvolveu um bem definido olho, e um navio registrou ventos de 85 mph (140 km/h), juntamente com uma pressão atmosférica de 975 mbar. Apesar de ter a estrutura de um ciclone tropical, ocorreu sobre as temperaturas da água, sugerindo que poderia ter sido um baixa polar.

## Hemisfério Sul
Dentro do [Hemisfério Sul] ciclones tropicais geralmente se formam em uma base regular entre a costa africana e o meio do Pacífico Sul. Ciclones tropicais e subtropicais também foram notados ocorrendo no sul do Oceano Atlântico às vezes. Por várias razões, incluindo onde os ciclones tropicais se formam, existem várias maneiras diferentes de dividir a área entre as costas americana e africana. Por exemplo, a Organização Meteorológica Mundial define três bacias diferentes para o rastreio e Aviso de ciclones tropicais. Estas são as sudoeste do Oceano Índico entre a África e a Costa de 90°E, o Australiano região entre 90°e e 160°e e o Pacífico Sul entre 160°E 120°W. Os Estados Unidos Joint Typhoon Warning Center também monitora toda a região, mas divide a 135°E no Sul do Pacífico e o Sul do Oceano Índico.

### Oceano Índico Sudoeste

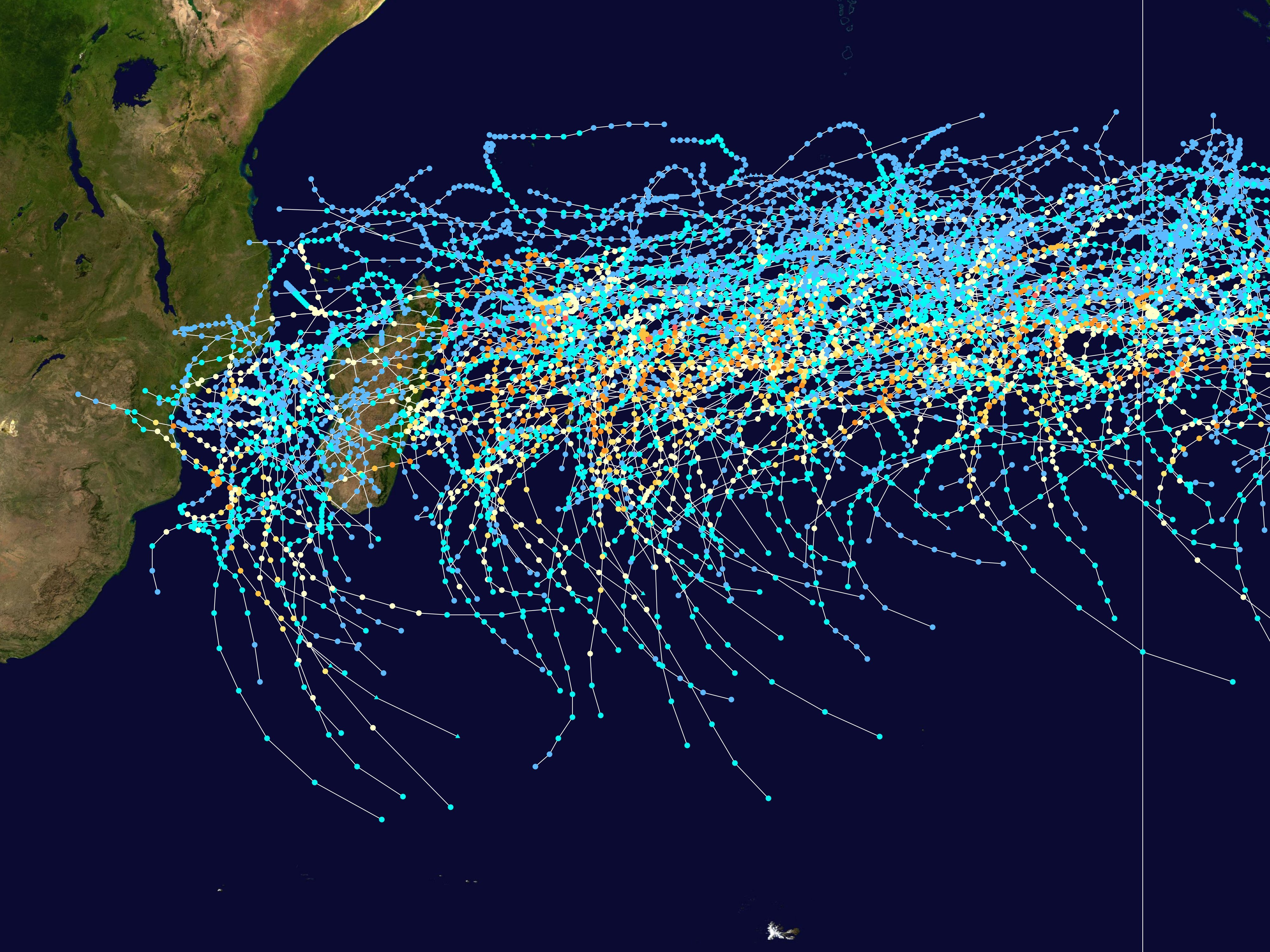
Percursos de todos os ciclones tropicais no sudoeste do oceano Índico entre 1980 and 2005

O Oceano Índico sudoeste está localizado no Hemisfério Sul entre a costa leste da África e 90°E e é monitorado principalmente pelo RSMC La Reunion da Meteo France, enquanto os Serviços Meteorológicos mauricianos, australianos e Malgaxes também rastreiam partes dele. Até o início da temporada de ciclones tropicais 1985-86, a bacia apenas se estendeu para 80°E, com os 10 graus entre 80 e 90E considerados como uma parte da região australiana. Em média, cerca de 9 ciclones por ano se transformam em tempestades tropicais, enquanto 5 deles se tornam ciclones tropicais que são equivalentes a um furacão ou a um tufão. Os ciclones tropicais que se formam nessa área podem afetar algumas das várias nações insulares do Oceano Índico e de vários países ao longo da costa oriental da África.

### Região da Austrália

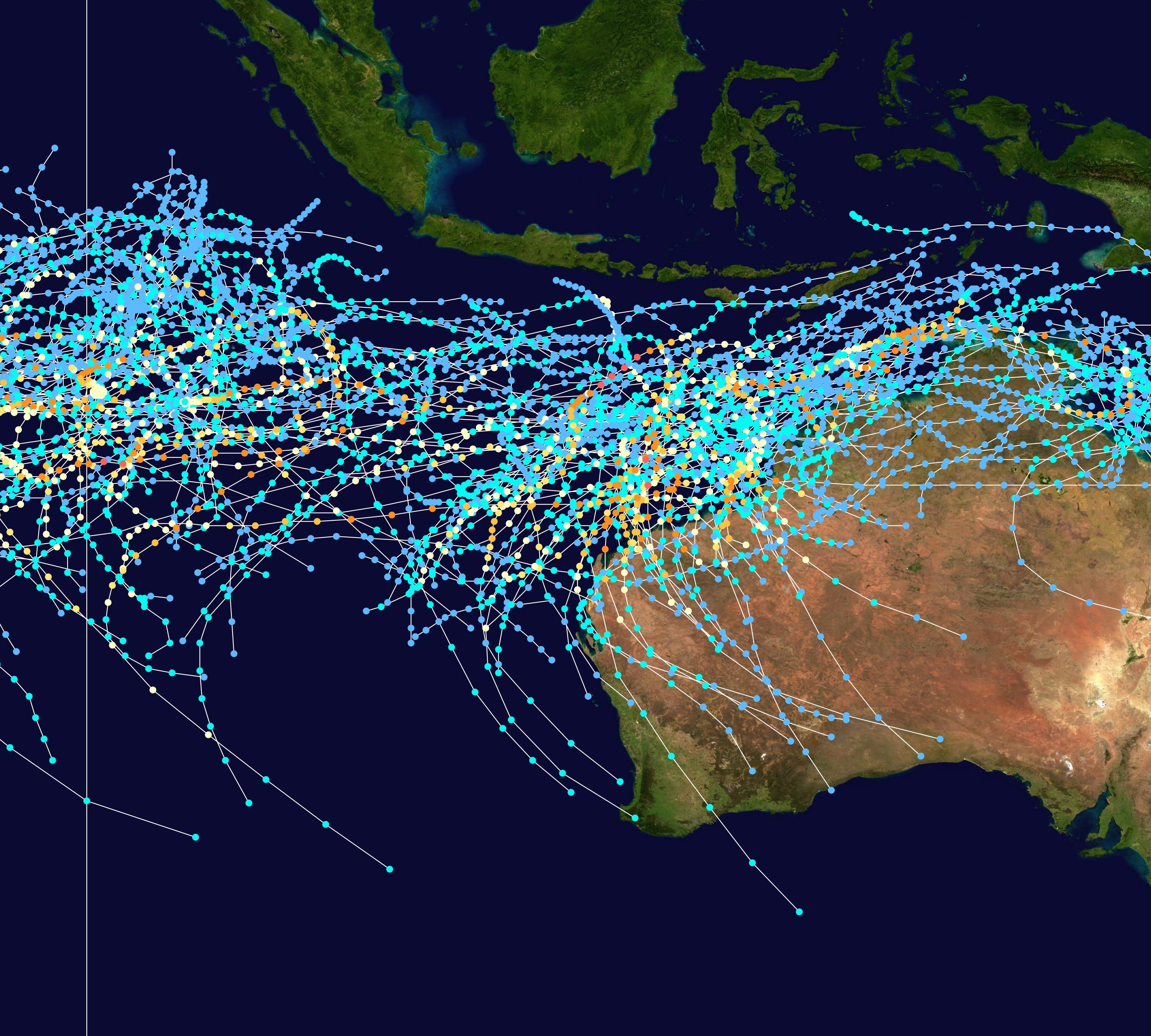
Percusos de todos os ciclones tropicais no oceano Índico sudeste entre 1980 de 2005

Através de meados de 1985, esta bacia estendeu-se para oeste até 80E. desde então, a sua fronteira ocidental tem sido 90E. Atividade Tropical nesta região afeta a Austrália e Indonésia. De acordo com o Australian Bureau of Meteorology, a porção mais frequentemente atingida da Austrália é entre Exmouth e Broome na Austrália Ocidental. A bacia tem uma média de cerca de sete ciclones por ano, embora mais possam se formar ou vir de outras bacias, como o Pacífico Sul. O ciclone tropical Ciclone Vance em 1999 produziu os ventos de velocidade mais altos registrados em uma cidade ou cidade australiana em torno de 267 km/h (166 mph).

### Oceano Pacífico Sul

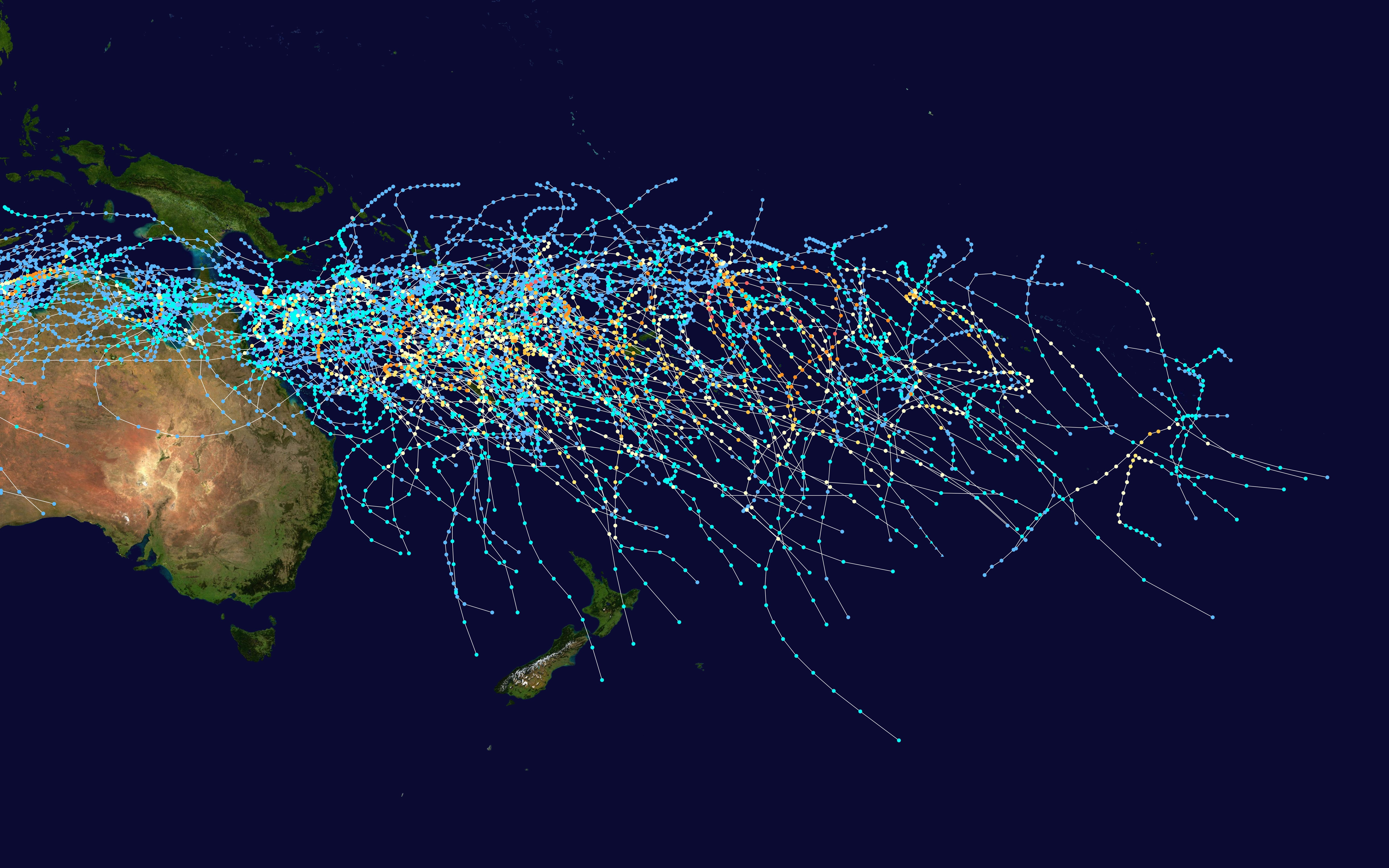
Percursos de todos os ciclones tropicais no oceano Pacífico sudoeste entre 1980 e 2005

A bacia do Oceano Pacífico Sul estende-se entre 160°E e 120°W, com ciclones tropicais a desenvolver-se nela oficialmente monitorados pelo Serviço Meteorológico de Fiji e pelo MetService da Nova Zelândia. Ciclones tropicais que se desenvolvem dentro desta bacia geralmente afetam países a oeste da linha de dados, embora durante anos da fase quente de ciclones El Niño–Oscilação Sul têm sido conhecidos por se desenvolver a leste da linha de dados perto da Polinésia Francesa. Em média, a bacia vê nove ciclones tropicais anualmente, com cerca de metade deles se tornando ciclones tropicais severos.

### Oceano Atlântico Sul

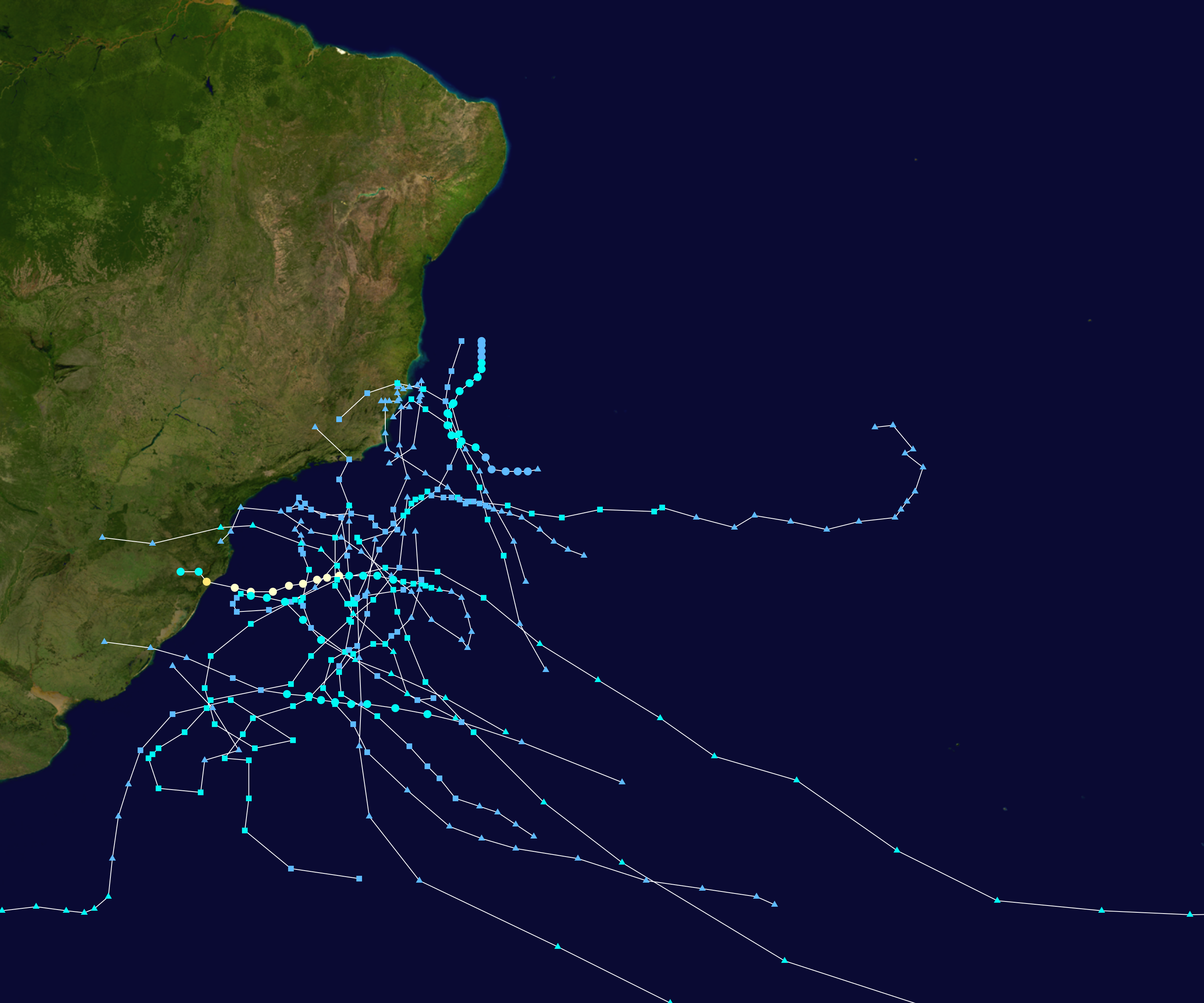
Percursos de ciclones tropicais nomeados no oceano Atlântico Sul desde 2004

Ciclones raramente se formam em outras áreas do oceano tropical, que não são formalmente consideradas bacias de ciclones tropicais.  Tropical depressões tropicais, tempestades ocorrem ocasionalmente no Atlântico Sul, e os únicos ciclones tropicais de intensidade completa nos registros foram em 2004 com o Furacão Catarina, que fez atingiu o Brasil, a Tempestade Tropical Anita de 2010, que formou-se na costa do Rio Grande do Sul e a Tempestade Tropical Iba em 2019. O Oceano Atlântico Sul não é oficialmente classificado como uma bacia de ciclones tropicais pela Organização Meteorológica Mundial e não tem um Centro Meteorológico regional especializado (RSMC) designado. No entanto, a partir de 2011, o centro hidrográfico da Marinha do Brasil começou a atribuir nomes a sistemas tropicais e subtropicais nesta bacia, quando eles têm velocidades de vento sustentadas de pelo menos 65 km/h (40 mph).